# Società Polisportiva Ars et Labor 1924-1925
Questa pagina raccoglie i dati riguardanti la Società Polisportiva Ars et Labor nelle competizioni ufficiali della stagione 1924-1925.

## Stagione
Il presidente Bassani passa la mano lasciando la SPAL, ancora nella massima serie, nelle mani di Gaetano Ridolfi. Questi affida la squadra ad un tecnico straniero, anch'egli di scuola danubiana, l'austriaco Walter Alt.
Per la stagione 1924-1925 la rosa viene rinnovata, con gli arrivi di calciatori di categoria come gli attaccanti Banchero e Povero, il centrocampista Baccilieri ed il difensore Vercelli, la squadra spallina può ancora contare su Abdon Sgarbi e sui due fratelli Giuseppe e Ilario Preti. Sul campo però le cose non vanno come si vorrebbe e solo nel finale di stagione arrivano delle soddisfazioni, non sufficienti però a salvare la squadra dalla retrocessione, gli estensi infatti perdono (3-1) lo spareggio contro il Mantova, giocato il 30 agosto 1925 sul campo neutro di Milano, dove vengono superati nel corso dei tempi supplementari, dalla doppietta del virgiliano Carlo Barbieri, scendendo così in Seconda Divisione. Il Mantova con la Spal hanno ottenuto 19 punti, davanti al Derthona, ultimo con 13 punti. Il campionato è stato vinto dal Bologna, che poi ha anche vinto le finali Lega Nord, superando il Genoa in una interminabile serie finale, e poi vince il primo scudetto della sua storia, superando nella doppia finale L'Alba Roma.

## Rosa
| N. |                   | Ruolo | Calciatore          |
| -- | ----------------- | ----- | ------------------- |
|    | Italia (bandiera) | C     | Giuseppe Baccilieri |
|    | Italia (bandiera) | A     | Elvio Banchero      |
|    | Italia (bandiera) | A     | Carlo Bay           |
|    | Italia (bandiera) | C     | Athos Bertacchini   |
|    | Italia (bandiera) | D     | Olao Cerini         |
|    | Italia (bandiera) | A     | Carlo Dabbene       |
|    | Italia (bandiera) | D     | Felisi              |
|    | Italia (bandiera) | D     | Ugo Fini            |
|    | Italia (bandiera) | P     | Fusaroli            |
|    | Italia (bandiera) | C     | Antonio Manfredini  |
|    | Italia (bandiera) | C     | Musi                |

| N. |                   | Ruolo | Calciatore         |
| -- | ----------------- | ----- | ------------------ |
|    | Italia (bandiera) | C     | Paolo Paganini     |
|    | Italia (bandiera) | A     | Pietro Povero      |
|    | Italia (bandiera) | D     | Giuseppe Preti (I) |
|    | Italia (bandiera) | A     | Ilario Preti (II)  |
|    | Italia (bandiera) | P     | Giuseppe Puglioli  |
|    | Italia (bandiera) | C     | Mario Romani       |
|    | Italia (bandiera) | C     | Abdon Sgarbi       |
|    | Italia (bandiera) | D     | Piero Thiella      |
|    | Italia (bandiera) | A     | Vassarotti         |
|    | Italia (bandiera) | D     | Luigi Vercelli     |

## Risultati

### Prima Divisione Nord (girone B)

#### Girone di andata
| Ferrara 5 ottobre 1924 1ª giornata | SPAL              | 0 – 0 | Livorno | Campo di Piazza d'Armi\| Arbitro: \| Bonello (Venezia) \| |
| Arbitro:                           | Bonello (Venezia) |       |         |                                                           |

| Arbitro: | Ferro (Milano) |

|                      |           |                |
| Gambino 1’ Viola 69’ | Marcatori | 55’ Vassarotti |

| Arbitro: | Livraghi (Milano) |

|                                     |           |            |
| Schiavio 14’ Pozzi 58’ Muzzioli 80’ | Marcatori | 72’ Povero |

| Arbitro: | A.Gama (Milano) |

|               |           |               |
| Il. Preti 69’ | Marcatori | 89’ A. Busini |

| Arbitro: | U.Gama (Milano) |

|          |           |  |
| Musi 40’ | Marcatori |  |

| 9 novembre 1924 6ª giornata |  | – Turno di riposo Spal |  |  |

| Arbitro: | Gasparini (Dolo) |

|                                              |           |            |
| I. Preti 5’, 51’ E. Banchero 65’ (rig.), 75’ | Marcatori | 18’ Preuss |

| Arbitro: | Enrietti (Torino) |

|           |           |  |
| Poggi 42’ | Marcatori |  |

| Arbitro: | G.Crivelli (Milano) |

|                           |           |            |
| Romani 60’ Manfredini 77’ | Marcatori | 23’ Raggio |

| Arbitro: | Guarnieri (Milano) |

|                                                |           |  |
| Zanello 5’ S. Rosso 7’, 67’ Mattuteia 60’, 82’ | Marcatori |  |

| Arbitro: | Ferluga (Trieste) |

|             |           |                 |
| Dabbene 58’ | Marcatori | 38’ R. Cattaneo |

| Arbitro: | Bonello (Venezia) |

|                                    |           |                |
| Ostromann 10’, 37’ C. Cevenini 86’ | Marcatori | 44’ Baccilieri |

| Arbitro: | Turriti (Firenze) |

|                             |           |                        |
| Baccilieri 11’ Banchero 15’ | Marcatori | 35’ Bonelli 75’ Crotti |

#### Girone di ritorno
| Arbitro: | Dani (Genova) |

|                                            |           |  |
| Pitto 10’ Magnozzi 20’, 26’ A. Bandini 77’ | Marcatori |  |

| Arbitro: | G.Crivelli (Milano) |

|  |           |                          |
|  | Marcatori | 24’ Munerati 42’ Rosetta |

| Arbitro: | Pinasco (Sestri Ponente) |

|  |           |                                                |
|  | Marcatori | 23’ Della Valle 53’, 76’ Schiavio 84’ Muzzioli |

| Arbitro: | Rubinato (Trieste) |

|                                                                                           |           |  |
| Fagiuoli 11’ Barzan 16’ (rig.) F. Busini 76’, 83’ A. Busini 78’, 87’, 89’, 90’ Fayenz 81’ | Marcatori |  |

| Arbitro: | Sanguineti (Genova) |

|                                                         |           |             |
| Reynaudi 6’ Roggia 46’ Meneghetti 65’ Felisi 66’ (aut.) | Marcatori | 31’ Dabbene |

| 8 marzo 1925 19ª giornata |  | – Turno di riposo Spal |  |  |

| Arbitro: | G.Crivelli (Milano) |

|                                                                 |           |  |
| I. Prosperi 24’ Agostinelli 43’ C. Barbieri 63’ A. Prosperi 76’ | Marcatori |  |

| Arbitro: | G.Crivelli (Milano) |

|                   |           |  |
| I. Preti 32’, 43’ | Marcatori |  |

| Sampierdarena 12 aprile 1925 22ª giornata | Sampierdarenese | 0 – 0 | SPAL | Stadio di Villa Scassi\| Arbitro: \| Ferro (Milano) \| |
| Arbitro:                                  | Ferro (Milano)  |       |      |                                                        |

| Arbitro: | Pasinato (Padova) |

|                                             |           |  |
| Vassarotti 4’ Banchero 17’ Ceria 61’ (aut.) | Marcatori |  |

| Arbitro: | Merani (La Spezia) |

|                            |           |              |
| Tosini 30’ R. Cattaneo 89’ | Marcatori | 27’ Banchero |

| Arbitro: | Salvagno (Venezia) |

|                              |           |               |
| Musi 10’, 42’ Vassarotti 68’ | Marcatori | 43’ Ostromann |

| Arbitro: | G.Crivelli (Milano) |

|                         |           |                |
| Crotti 46’ Bellolio 80’ | Marcatori | 4’ Bertacchini |

##### Spareggio Salvezza
| Arbitro: | Vagge (Genova) |

|                                   |           |              |
| Preuss 12’ C. Barbieri 100’, 109’ | Marcatori | 62’ I. Preti |